# IC 2027
IC 2027 ist eine Elliptische Galaxie vom Hubble-Typ E0 im Sternbild Perseus am Nordsternhimmel.  Sie ist schätzungsweise 282 Millionen Lichtjahre von der Milchstraße entfernt und hat einen Durchmesser von etwa 85.000 Lichtjahren. Vom Sonnensystem aus entfernt sich die Galaxie mit einer errechneten Radialgeschwindigkeit von näherungsweise 6.200 Kilometern pro Sekunde.
Im selben Himmelsareal befinden sich unter anderem die Galaxien PGC 14455, PGC 14572, PGC 14579, PGC 5061237.
Das Objekt wurde am 18. Januar 1898 von Stéphane Javelle entdeckt.